# بسید
بَسید جماعت و شهرکی در جنوب شرقی کشور تاجیکستان است که در ناحیهٔ روشان ولایت مختار کوهستان بدخشان قرار دارد. جمعیت این جماعت ۱۴۰۰ است.